# Alexandru Vîlcan
Alexandru Vîlcan (* 1992) ist ein rumänischer Naturbahnrodler. Er startet seit der Saison 2009/2010 im Weltcup sowie bei Welt- und Europameisterschaften.

## Karriere
Bei seinem Weltcupdebüt am 10. Januar 2010 in Umhausen kam Vîlcan als Vorletzter auf Platz 41. Anschließend nahm er an der Europameisterschaft 2010 in St. Sebastian teil, wo er mit einem Rückstand von über zweieinhalb Minuten als Letzter der 37 gewerteten Teilnehmer ins Ziel kam. Bei den nächsten Weltcuprennen in Latsch und Latzfons erreichte er die Plätze 35 und 36 und ließ dabei bis zu fünf Rodler hinter sich, darunter jeweils die gesamte britische Mannschaft. Dazwischen lag die Juniorenweltmeisterschaft 2010 in Deutschnofen, wo er unter 31 Startern den 27. Platz belegte. Beim Weltcupfinale in Garmisch-Partenkirchen kam Alexandru Vîlcan wieder als Vorletzter ins Ziel und belegte Rang 29, womit er in der Saison 2009/2010 insgesamt 24 Weltcuppunkte gewann und im Gesamtklassement den 48. Platz erzielte. Im Februar 2010 nahm er auch an zwei Rennen im Interkontinentalcup teil, erreichte aber auch hier nur Platzierungen im Schlussfeld. Bei den ersten Rumänischen Meisterschaften im März 2010 gewann er die Juniorenklasse und wurde in der Gesamtwertung Zweiter hinter Marian Negotei.
In der Saison 2010/2011 nahm Vîlcan an insgesamt drei Weltcuprennen teil. Neben einem Ausfall in Kindberg kam er in Gsies und Unterammergau mit den Plätzen 27 und 31 zweimal als Vorletzter ins Ziel, womit er im Gesamtweltcup unter 52 Rodlern, die in diesem Winter Weltcuppunkte gewannen, den 43. Platz belegte. Bei der Weltmeisterschaft 2011 in Umhausen fuhr er als 37. auf den viertletzten Platz. Rang 23 unter 29 gewerteten Rodlern erzielte er bei der Junioreneuropameisterschaft 2011 in Laas. Hier startete er zusammen mit Bogdan Moroșan auch zum ersten Mal im Doppelsitzer. Das Duo belegte den sechsten und vorletzten Platz. Bei den Rumänischen Meisterschaften 2011 belegte er bei Senioren und Junioren jeweils den dritten Platz im Einsitzer und Rang zwei im Mannschaftswettbewerb. Zudem wurde er bei den Junioren zusammen mit Dragoș Dobrean Zweiter im Doppelsitzer. In der Saison 2011/2012 nahm Vîlcan an keinen internationalen Wettkämpfen teil.

## Erfolge

### Weltmeisterschaften
- Umhausen 2011: 37. Einsitzer

### Europameisterschaften
- St. Sebastian 2010: 37. Einsitzer

### Juniorenweltmeisterschaften
- Deutschnofen 2010: 27. Einsitzer

### Junioreneuropameisterschaften
- Laas 2011: 23. Einsitzer, 6. Doppelsitzer

### Weltcup
- 2 Platzierungen unter den besten 30